# AI Shogi 3
AI Shogi 3 (AI将棋3) é um jogo eletrônico de shogi lançado para Nintendo 64. O jogo foi desenvolvido pela i4 Corporation e publicado pela ASCII Corporation em 1998.